# Psychotria vareschii
Psychotria vareschii är en måreväxtart som beskrevs av Julian Alfred Steyermark. Psychotria vareschii ingår i släktet Psychotria och familjen måreväxter. Inga underarter finns listade i Catalogue of Life.